# Marika Daxer
Marika Daxer (ur. w 1969 roku) – austriacka narciarka alpejska, złota medalistka mistrzostw świata juniorów.

## Kariera
Największy sukces w karierze Marika Daxer osiągnęła w 1987 roku, startując na mistrzostwach świata juniorów w Hemsedal. Zwyciężyła tam w zjeździeie, wyprzedzając bezpośrednio swą rodaczkę Sabine Ginther oraz Włoszkę Deborę Compagnoni. Był to jej jedyny start na imprezie tego cyklu. Daxer nigdy nie zdobyła punktów do klasyfikacji generalnej Pucharu Świata. Nigdy też nie wystąpiła na igrzyskach olimpijskich ani mistrzostwach świata.

## Osiągnięcia

### Mistrzostwa świata juniorów
| Miejsce | Dzień    | Rok  | Miejscowość | Konkurencja | Czas biegu  | Strata | Zwyciężczyni |
| ------- | -------- | ---- | ----------- | ----------- | ----------- | ------ | ------------ |
| 1.      | 26 marca | 1987 | Hemsedal    | Zjazd       | 1:29,50 min | -      | -            |